# Развалка

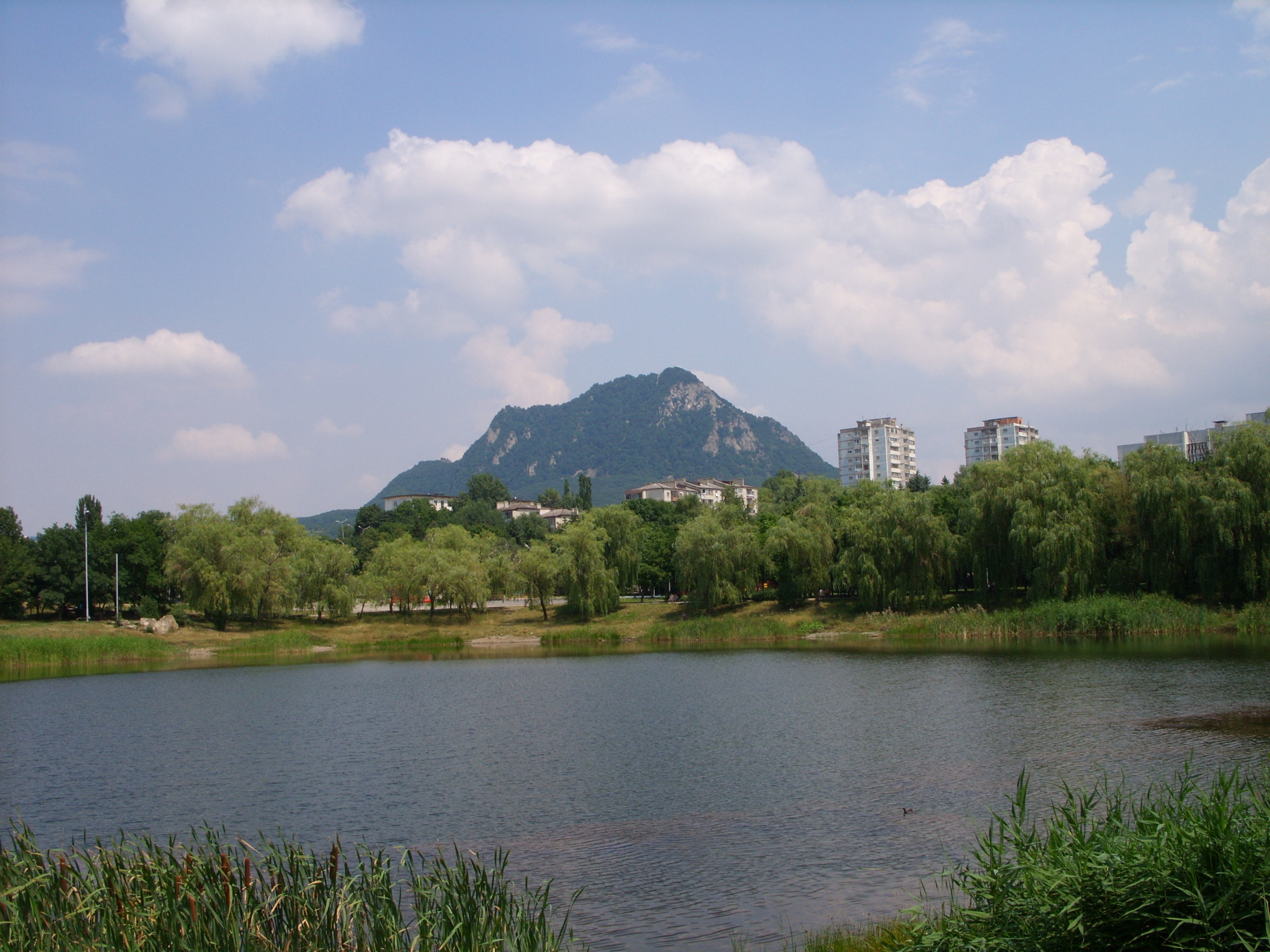
Вид на гору из городского парка Железноводска

Разва́лка — останцовая магматическая (палеовулканическая) гора в Пятигорье, на Кавказских Минеральных Водах. Высота 926 м. Памятник природы.

## Расположение
Расположена в 1,5 км к северу от города Железноводска, на территории городского округа Железноводск. С севера по седловине примыкает к горе Железной. В плане имеет форму овала размером 2,5×1,5 км, вытянутого в меридиональном направлении.

## Геологическое строение
Верхняя часть горы представляет собой обрывистый скальный гребень длиной 1 км и относительной высотой до 200 м, сложенный светло-серыми бештаунитами.
Южная половина гребня резко возвышается над северной и внешне напоминает голову льва, в связи с чем в XIX веке гору называли «Спящим Львом».
Гребень разбит трещинами на множество блоков с отвесными стенами и глубокими расселинами, с этим и связано современное название горы — Развалка.

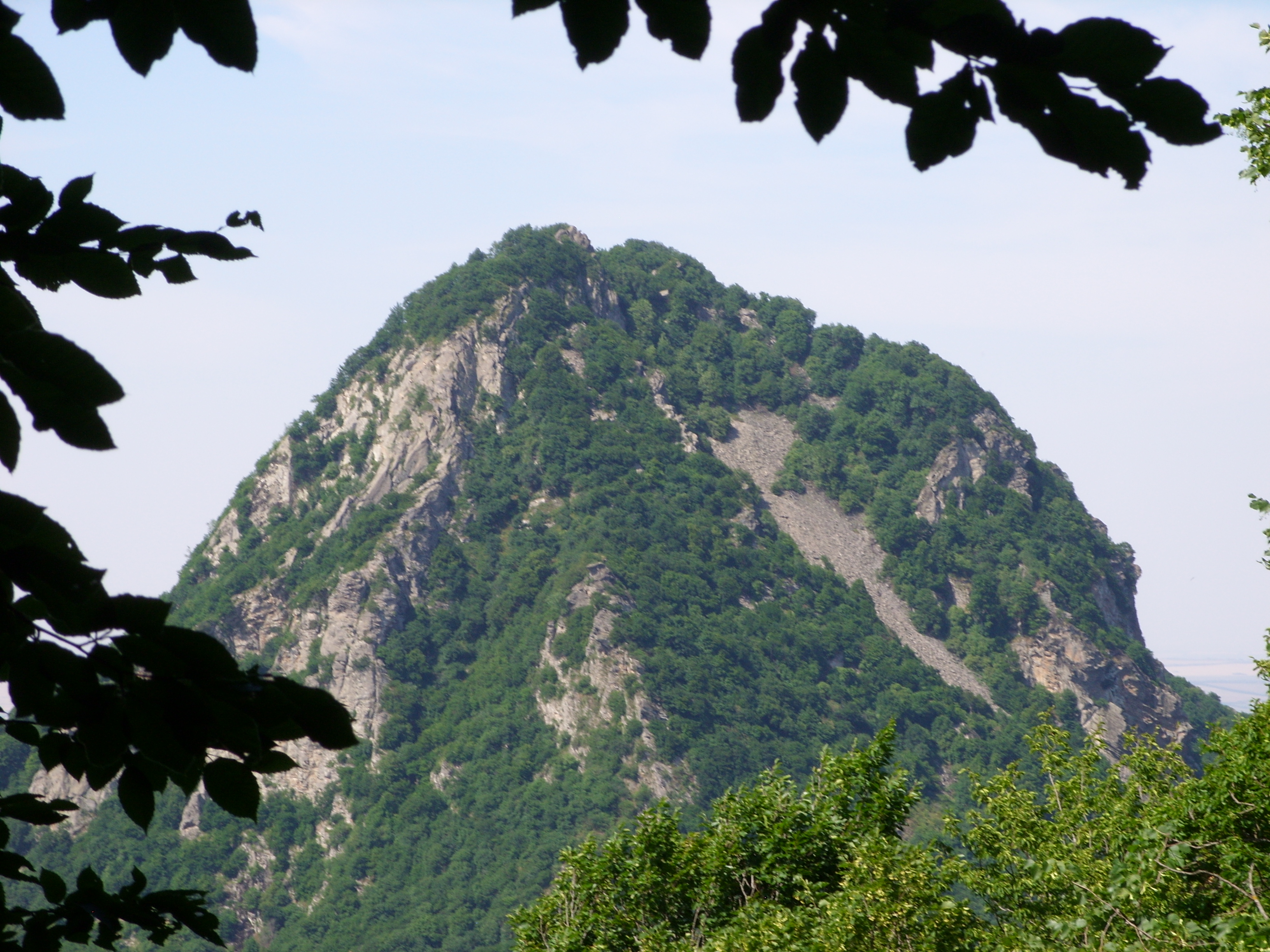
Гора Развалка

Подножия скал и нижняя часть горы усеяны крупноглыбовыми развалами бештаунитов. В 600 м от гребня на восточном склоне нагромождение огромных глыб образует холм Селитра (или Селитряные Скалы) диаметром 150 и высотой 30 м.
Внутри нагромождения имеется полость длиной 8 м с натёками белых солей, называемая Селитряной пещерой.

## Минеральные воды
На северном склоне Развалки бьёт мощный Графский родник холодной (1—5  °C) пресной воды, в прошлом использовавшейся для водоснабжения Железноводска.
На глубине 1430 м в меловых отложениях внутри горы скважиной вскрыты напорные углекислые минеральные воды со сложным ионным составом (железноводского типа) и температурой до +85 °C. Их общая минерализация составляет 3,4—5,4 г/л, а прогнозные запасы — около 360 м³ в сутки.

## Участок многолетней мерзлоты
Одной из достопримечательностей Развалки является участок многолетней мерзлоты, не имеющий аналогов на юге умеренных широт.
Мерзлота встречается на площади около 1 га на северном и восточном склонах, в виде полосы на высотном уровне 620—720 м. Она связана с поступлением из трещин холодного воздуха с температурой от −1 до +4 °C, имеющего повышенное (0,3—14 %) содержание углекислого газа.
По этой причине в глубоких трещинах даже летом сохраняются кристаллики льда. Не исключено, что в недрах горы до сих пор сохраняется реликтовая мерзлота, возникшая в эпоху плейстоценового оледенения.

## Растительный и животный мир
Многолетняя мерзлота оказала своё влияние на растительный и животный мир горы.
Если большая часть Развалки покрыта широколиственным лесом с островками горно-луговой и скальной растительности, свойственной Бештаугорскому лесному массиву, то на участке многолетней мерзлоты сформировалось необычное рябиново-берёзовое криволесье с ассоциацией холодолюбивых растений — таких как малина, жимолость, ольха, осина, черёмуха, пузырник ломкий, кипрей.
Из животных здесь водятся снежная полёвка и некоторые виды насекомых, встречающиеся на Кавказе лишь в высокогорьях.

## Памятники

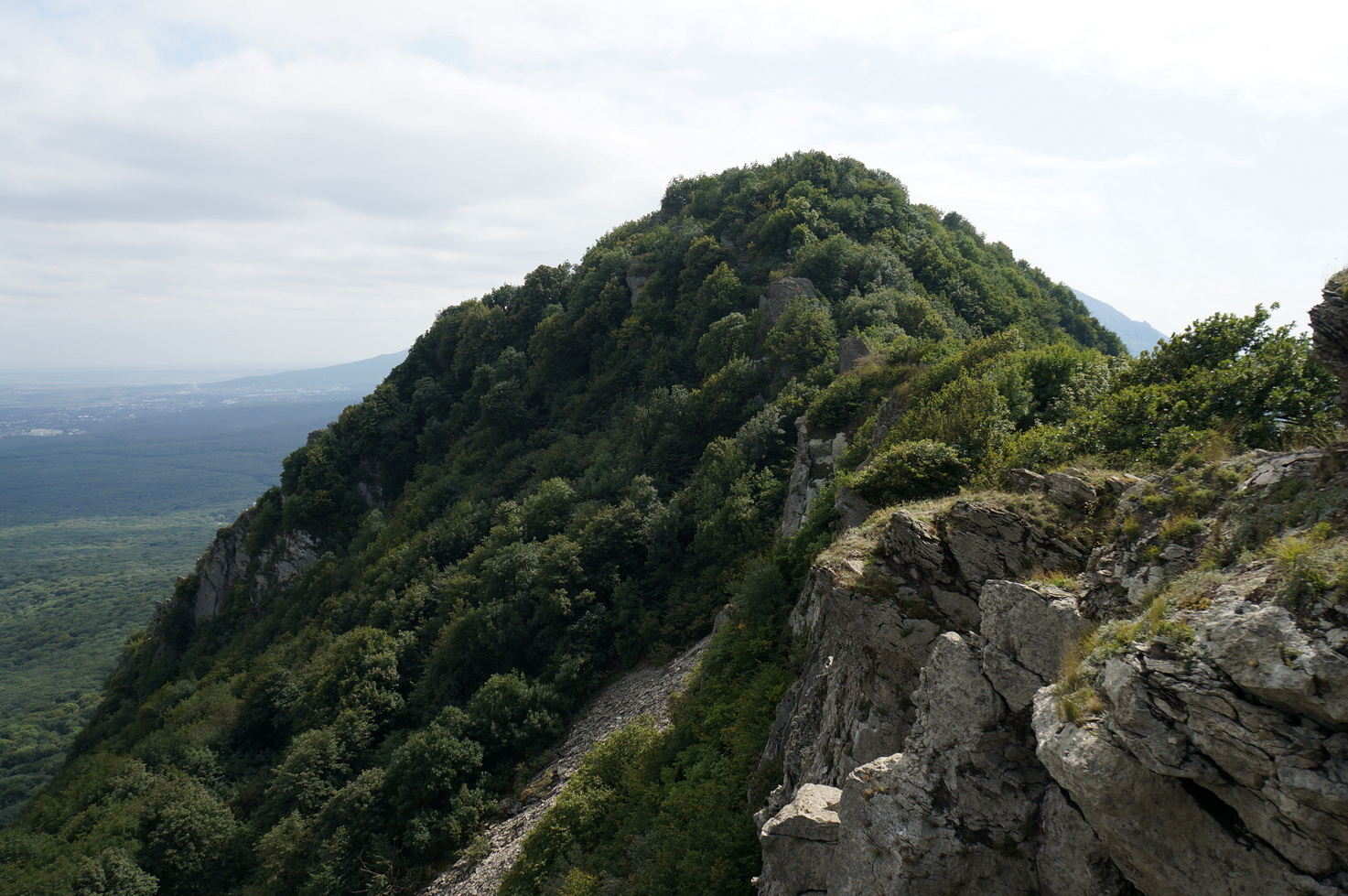
Вершина горы Развалка

На Развалке есть несколько археологических памятников:
- Селитряная пещера с культурным слоем, содержащим каменные орудия труда и наконечники стрел (IV—III тысячелетия до н. э.);
- поселение Развальское (VIII—VII вв. до н. э.);
- остатки некрополя (VI—V вв. до н. э.);
- остатки раннесредневековой колёсной дороги.

Гора является краевым комплексным (ландшафтным) памятником природы, согласно Постановлению бюро Ставропольского краевого комитета КПСС и исполкома краевого Совета депутатов трудящихся от 15.09.1961 г. № 676 «О мерах по охране природы в крае».